# گیاگان استرالیا

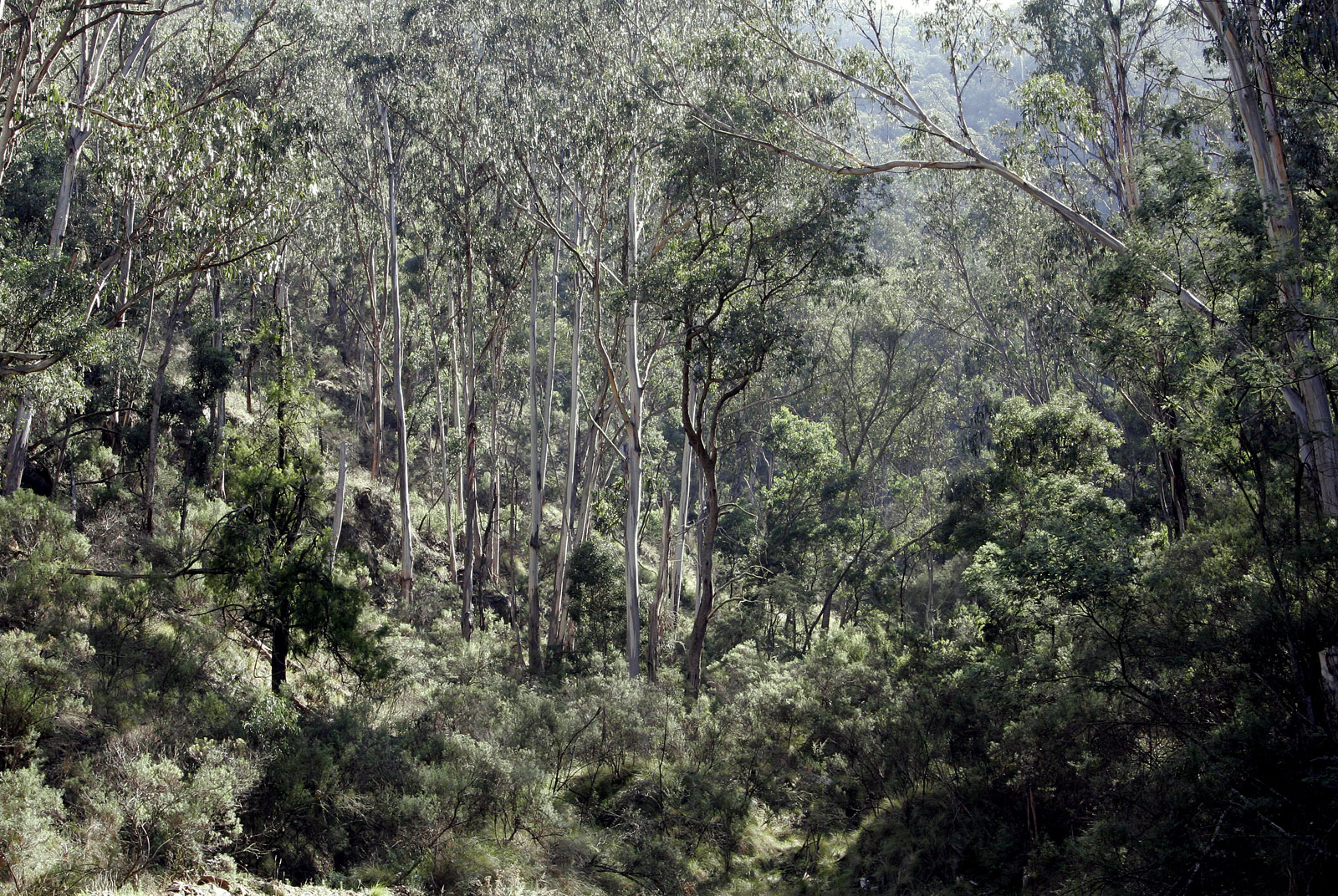
جنگل‌های ایالت ویکتوریا در استرالیا

گیاگان استرالیا (انگلیسی: Flora of Australia) مجموعه‌ای گسترده از گونه‌های گیاهی مختلف در استرالیا است که تخمین زده می‌شود بیش از ۲۰۰۰۰ آوندداران و ۱۴۰۰۰ گیاهان بدون-آوند است. از این میان بالغ بر ۲۵۰۰۰۰ قارچ و مازاد بر ۳۰۰۰ گلسنگ می‌باشد.